# Chen Wei-ling
Chen Wei-Ling (chino: 陳葦綾,  pinyin: Chén Wěilíng) nacida el 4 de enero de 1982 en la localidad de Tainan, Taiwán, es una atleta olímpica de halterofilia y de levantamiento de potencia.